# Mount Miller (berg i Antarktis, lat -66,95, long 51,27)
Mount Miller är ett berg i Antarktis. Det ligger i Östantarktis. Australien gör anspråk på området. Toppen på Mount Miller är 552 meter över havet.
Terrängen runt Mount Miller är kuperad åt sydost, men åt nordväst är den platt. Trakten är obefolkad. Det finns inga samhällen i närheten. 